# برمون ماريا
برمون ماريا (الاسم العلمي: Lates mariae) (بالإنجليزية: Bigeye lates)‏ هو نوع من الأسماك يتبع جنس البرمون من الفصيلة البرمونية.